# Walt Disney Parks and Resorts
Walt Disney Parks and Resorts, este un segment al companiei Walt Disney care concepe, construiește și gestionează parcurile companiei cu tematică și stațiunile de vacanțǎ, precum și o varietate de întreprinderi orientate pentru petrecerea timpului liber în familie. Este una dintre cele patru segmente importante de business ale companiei, celelalte trei fiind Consumer Products, Media Networks și Studio Entertainment.
Divizia The Parks and Resorts a fost fondată în 1971 ca Walt Disney Atractions, atunci când s-a deschis al doilea parc tematic Disney, Regatul Magic de la Walt Disney World Resort din Florida, care unește originalul Disneyland din California. Președintele Walt Disney Parks and Resorts este Thomas O. Staggs, fostul Senior Executive Vice President și director financiar.
În 2009, compania a găzduit 119.1 milioane vizitatori, ceea ce face ca parcurile Disney să fie cele mai vizitate parcuri cu tematică din lume.